# Талатши
Талатши — река в Баймакском районе Башкортостана. Длина реки составляет 17 км.
Исток реки находится в 7 км к северо-востоку от села Ишей. Высота истока над уровнем моря — более 652 м. Впадает в Сакмару на высоте 535,5 м между селом Темясово и деревней Кожзавода. Устье реки находится в 742 км по правому берегу от устья реки Сакмара.
Притоки:
- левые: Изибика[5], Акялбар[6], Бетра[6], Игинъелга[5], Шедра[5][7].

## Данные водного реестра
По данным государственного водного реестра России относится к Уральскому бассейновому округу, водохозяйственный участок реки — Сакмара от истока до впадения реки Большой Ик. Речной бассейн реки — Урал (российская часть бассейна).
Код объекта в государственном водном реестре — 12010000512112200004822.